# Jodki
Jodki – grupa związków chemicznych, zarówno organicznych (np. jodek metylu), jak i nieorganicznych (np. jodek potasu), w których przynajmniej jeden atom jodu połączony jest z atomem o niższej elektroujemności.

## Jodki organiczne
Jodki organiczne to związki, w których atom jodu połączony jest z atomem węgla.

### Podział
– jodki alkilowe R–I
– jodki arylowe Ar–I
– jodki acylowe RC(=O)–I

### Nazewnictwo
Nazwy systematyczne jodków alkilowych i arylowych tworzy się przez dodanie przedrostka „jodo” do nazwy alkanu, np. jodobenzen, jodometan.
Inną formą nazewnictwa jest stosowanie przedrostka „jodek” do nazwy grupy alkilowej lub arylowej podawanej w dopełniaczu, np. jodek etylu, jodek benzylu. Ten sposób nazewnictwa nie może być wykorzystywany dla związków zawierających grupę funkcyjną o wyższym pierwszeństwie.
Niektóre związki jodoorganiczne znane są pod nazwami zwyczajowymi, np. jodoform (trijodometan) i tyroksyna (tetrajodotyronina).

### Otrzymywanie
- Jodki alkilowe i arylowe[1]:

– bezpośrednia wymiana halogenu na jod:
2R–X + I2 → 2R–I + X2
– addycja jodowodoru do wiązań wielokrotnych węglowodorów nienasyconych:
R1R2C=CR2R4 + HI → R1R2IC–CHR2R4
– substytucja nukleofilowa alkoholi trijodkiem fosforu (PI3) generowanym in situ z czerwonego fosforu i jodu, np.:
3 CH3OH + PI3 → 3 CH3I + H3PO3
- Jodki acylowe

– otrzymać można w reakcji chlorku acylowego z jodkiem sodu
RCOCl + NaI → RCOI + NaCl
– w przeciwieństwie do chlorków acylowych, jodki acylowe można również otrzymać w reakcji wymiany kwasu karboksylowego z jodkiem acetylu:
RCOOH + CH3COI → RCOI + CH3COOH
np.:
kwas izomasłowy + jodek acetylu → jodek izobutyrylu + kwas octowy
Właściwości chemiczne jodków acylowych
Jodki acylowe są związkami wysoce reaktywnymi, przypuszczalnie z powodu silnej polaryzacji wiązania C–I. Związki te są efektywnymi czynnikami jodującymi, deoksygenującymi i acylującymi. Ulegają też reakcjom fotochemicznym tworząc α-diketony
2Me–COI + hν → Me–(CO)(CO)–Me + I2

## Jodki nieorganiczne
Nieorganiczne jodki metali to sole beztlenowe kwasu jodowodorowego.

### Podział
1. jonowe
2. kowalencyjne

Wiązanie chemiczne w związkach jodu z litowcami i barem ma charakter wiązania jonowego, ponieważ różnica elektroujemności tych pierwiastków jest większa lub równa 1,7. Pozostałe metale oraz niektóre niemetale tworzą z jodem wiązania kowalencyjne. Jodki metali tworzących wiązania jonowe dysocjują po rozpuszczeniu w wodzie na jon jodkowy I− oraz kation metalu, natomiast po stopieniu w wysokiej temperaturze ulegają dysocjacji termicznej.
Jod tworzy jodki z niemetalami o elektroujemności mniejszej od elektroujemności jodu, np. z: borem BI3, krzemem SiI4, fosforem PI3, selenem SeI3 i wodorem (jodowodór) HI. Związki jodu z niemetalami o takiej samej elektroujemności, np. z węglem czy siarką przyjęto również nazywać jodkami, odpowiednio: CI4 i SI4.
Połączenia z niemetalami o wyższej elektroujemności nie mogą być nazywane jodkami (np. związek jodu z chlorem (ICl) nosi nazwę „chlorek jodu”, a nie „jodek chloru”).

### Otrzymywanie
- bezpośrednia reakcja pierwiastków:

M + ½n I2 → MIn, gdzie M – metal lub inny pierwiastek
- reakcja kwasu jodowodorowego z zasadami:

nHI + M(OH)n → MIn + nH2O, gdzie M – metal
- reakcja wymiany:

n (M1)Am + m (M2)In → n (M1)Im + m (M2)An, gdzie (M1) – metal 1, gdzie (M2) – metal 2, A – dowolny anion (w podanym przykładzie jednowartościowy)

### Właściwości
Jodki metali to najczęściej krystaliczne substancje o różnych barwach, większość z nich dobrze rozpuszcza się w wodzie (z wyjątkiem AgI, Hg2I2, HgI2, PbI2, BiI3 i Cu2I2). Posiadają silne właściwości redukujące. Jodki niemetali to amorficzne substancje o różnych barwach.

### Polijodki
W wyniku reakcji przyłączenia jodu do jodku powstają polijodki, np.:
I−
 + I
2 → I−
3
Przykładami polijodków są: KI3·H2O, RbI3, NH4I5, [(C2H5)4N]I7.
W wyniku reakcji pomiędzy jodkami a związkami międzyhalogenowymi powstają polihalogenki mieszane, np. K[ICl2], K[ICl4] lub Cs[IBrF].
Pomimo iż polijodki są związkami jonowymi, łatwo ulegają rozkładowi po ogrzaniu:
CsI3 → CsI + I2
Rb[ICl2] → RbCl + ICl